# スターバックス リザーブ ロースタリー 東京

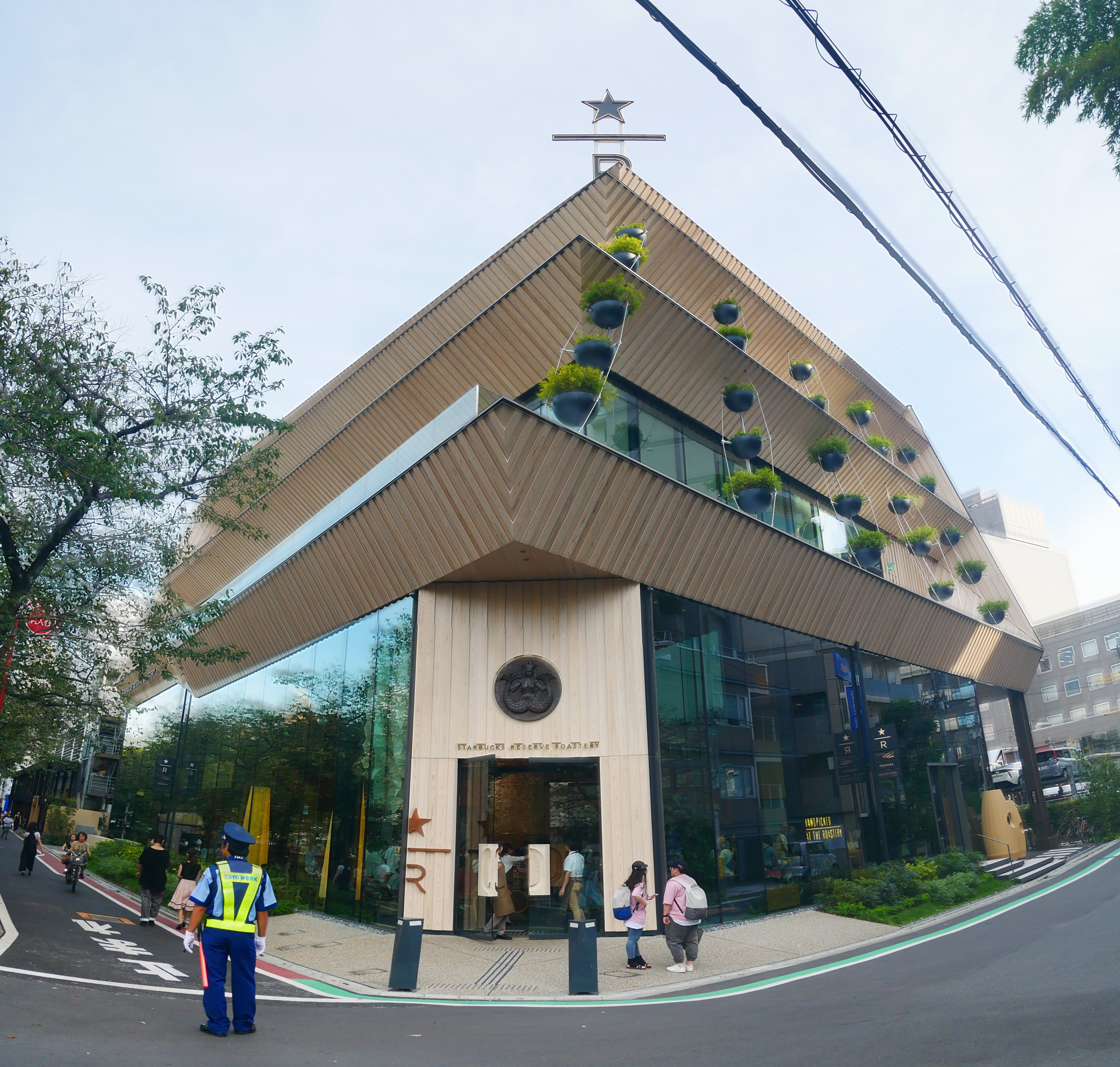
スターバックス リザーブ ロースタリー 東京

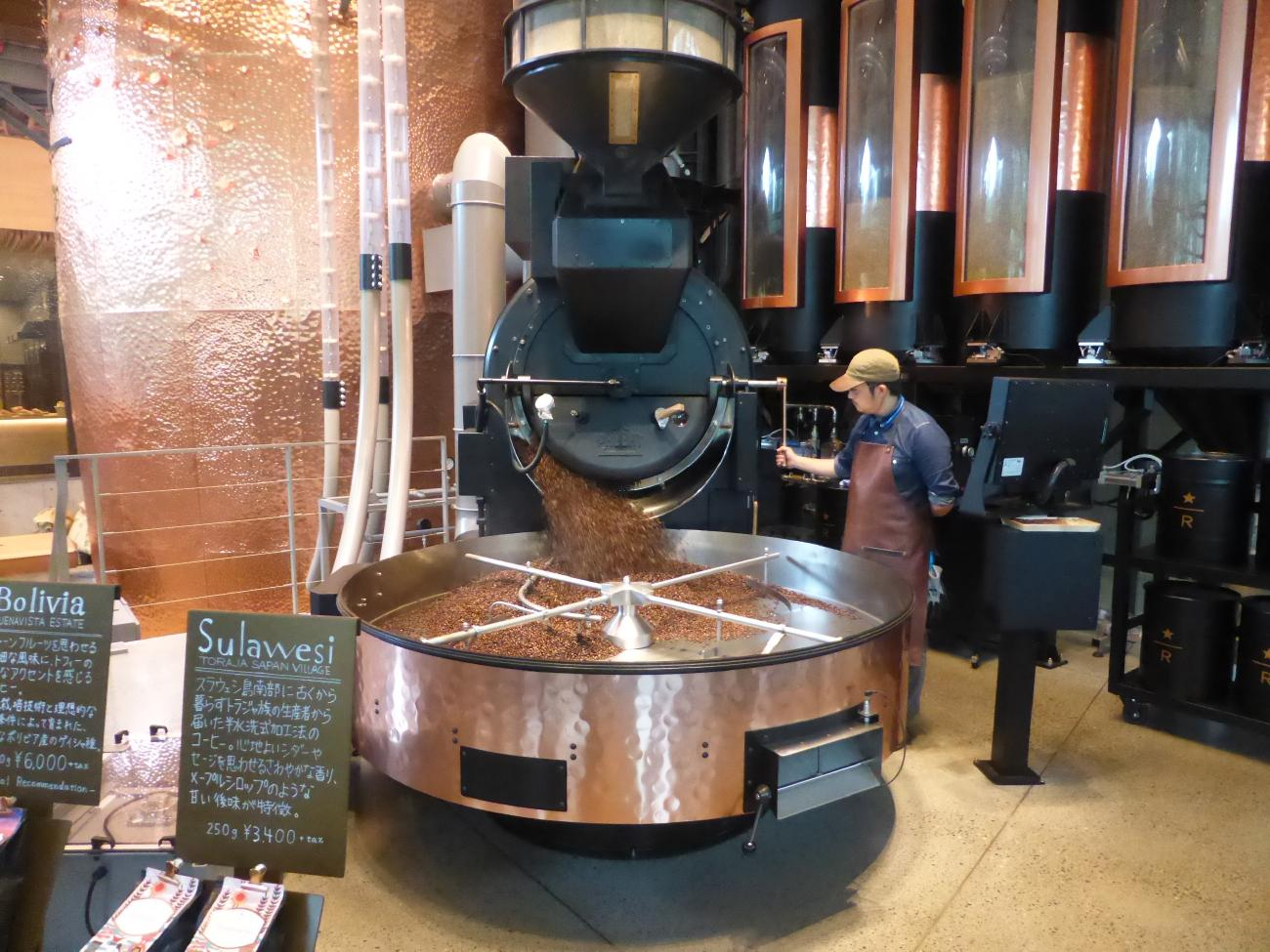
焙煎が終わったコーヒー豆

スターバックス リザーブ ロースタリー 東京（スターバックス リザーブ ロースタリー とうきょう）とは、東京都目黒区青葉台にあるスターバックスが運営するコーヒーショップ。ロースタリーとは焙煎の意味で、同店では自家焙煎をしており、店のシンボルとなっている巨大な焙煎貯蔵庫は1階から4階まで突き抜けている。世界で5店舗あるスターバックス リザーブ ロースタリーの中では東京の焙煎貯蔵庫が世界最大である。

## 施設
2019年2月28日に開店した4階建ての「スターバックス リザーブ ロースタリー 東京」は建築家隈研吾がデザイン。店内はフロアにより提供する商品やコンセプトが異なる。また、3階と4階にはテラスが併設されている。同店は鉄筋コンクリートではあるが、内装、外観とも木材を多く使っていて、椅子、テーブル、カウンター、更にはトレーまでもが全て木製である。
また、毎朝9時に焙煎機械に着火させ、1時間程かけて余熱で装置全体を温め、焙煎工程が見られるのは10時過ぎから18時迄。持ち帰り用を焙煎する関係上、販売状況により焙煎過程を見られる回数は日々異なるが、1日約20回から30回。装置が巨大なため機械が故障し、稀に調整を要する時がある。来店客の約4割は訪日外国人観光客。

### 1階　（メインバー、リテール、プリンチ）
スターバックス各店舗で提供される各種コーヒーのみならず、希少価値の高い豆を使ったコーヒーも提供している。サイズはショートとトールのみ。同フロアスクープバー＆リテールという量り売りの持ち帰り用コーヒー豆やオリジナルグッズの小売り販売もしている。また同フロア奥にはイタリアンベーカリーのプリンチがパンを提供している。
ミラノ、ニューヨーク、シカゴ、シアトル、上海に店舗があるプリンチは、日本ではここ中目黒が初進出で、朝食は7時～11時、ランチセットは11時～14時迄提供する。
コーヒーの抽出方法は以下の通り
ケメックス
バリスタが一杯ずつハンドドリップで抽出する。
モットバープアオーバー
スターバックスリザーブロースタリーが初登場の全自動型抽出器具。
- ショートサイズ
- トールサイズ

の2種類があり、他のリザーブストアにも導入されている。
クローバー
ペーパーフィルターではなく、シルバーで抽出されたコーヒーを楽しむことができる。
油分をそのまま通すので、味わい深い、スターバックスならではの深煎りなコーヒーをそのまま楽しめる。
サイフォン
沸騰したてのお湯にコーヒー豆を入れ、香り高く、熱々のコーヒーを楽しむことができる。

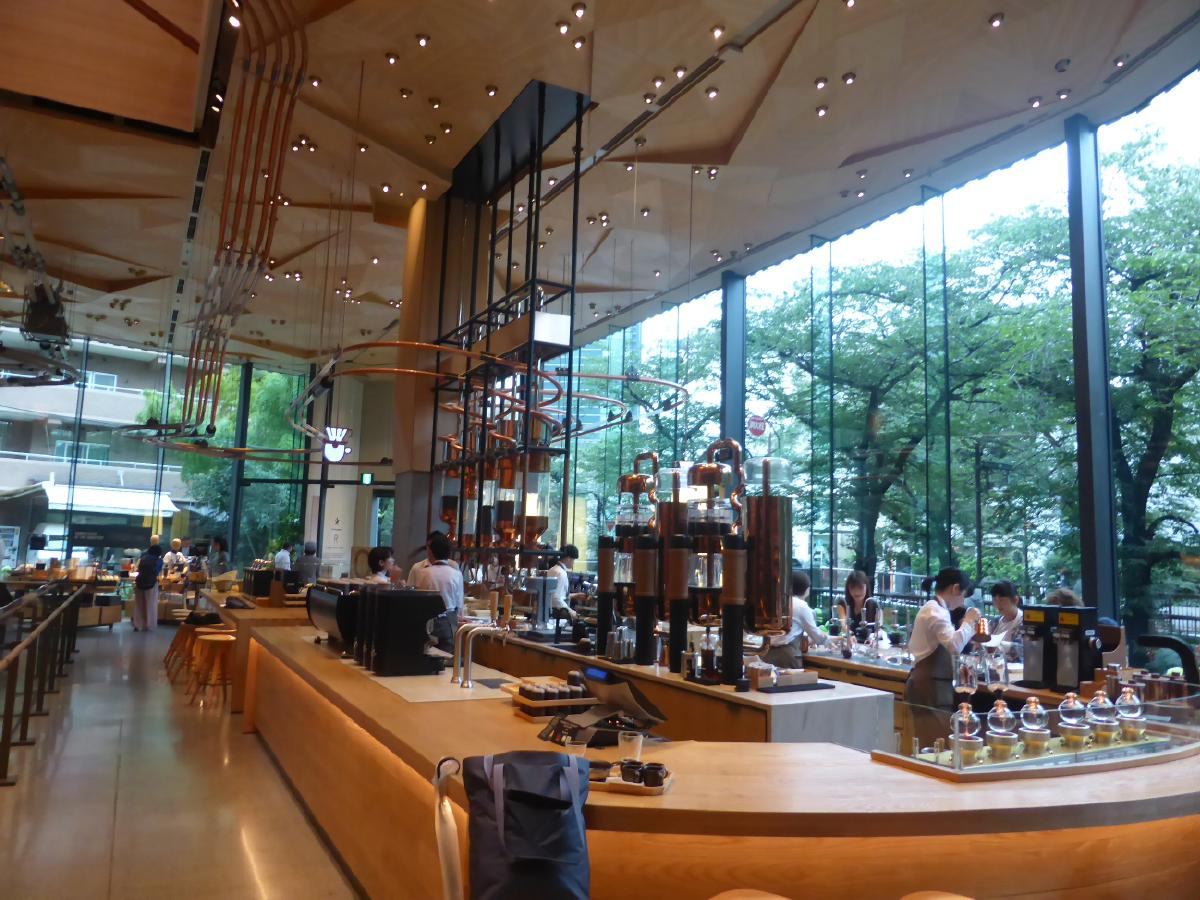
メインバーで挽きたてを味わえる
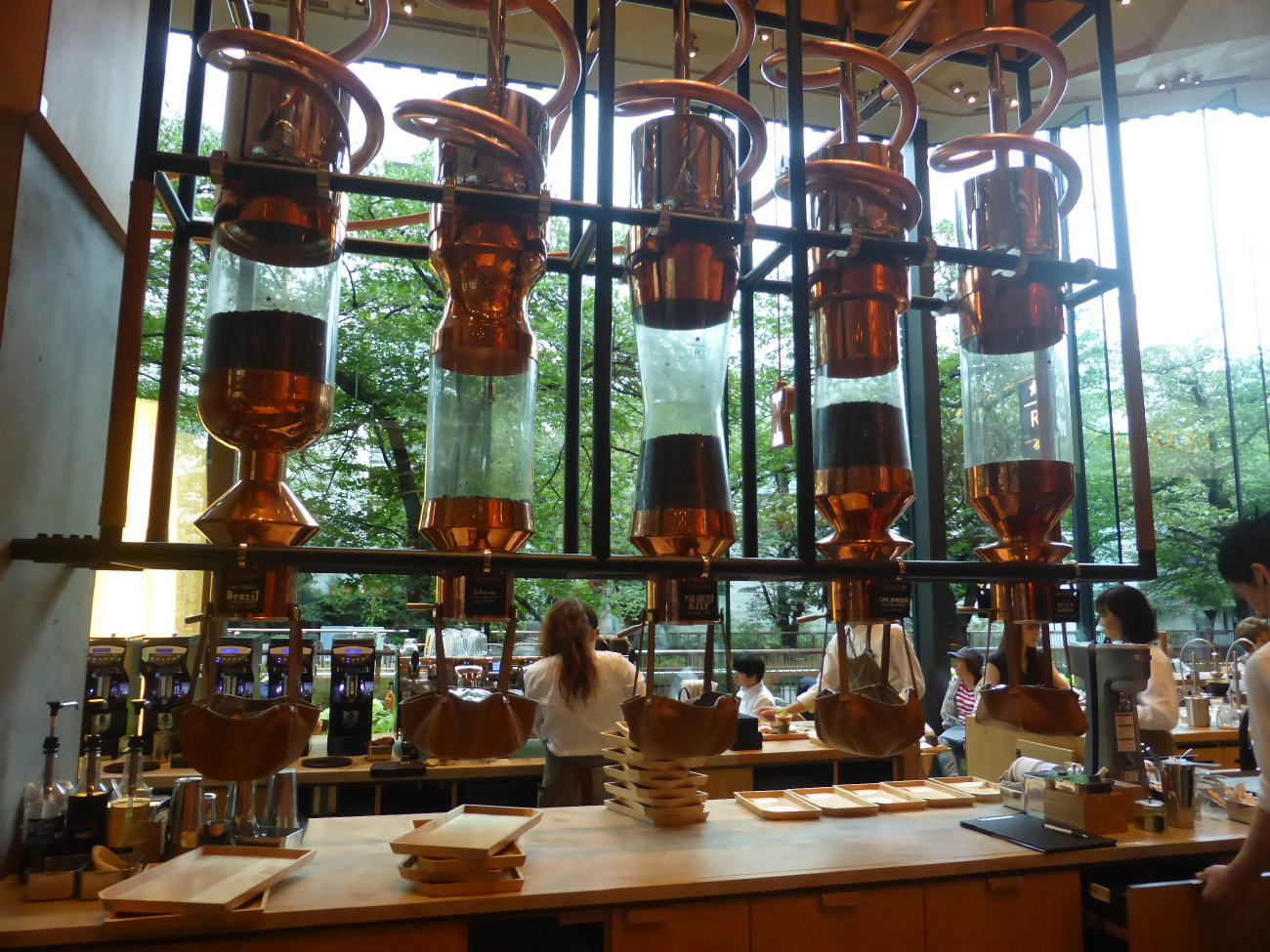
メインバーとコーヒー豆
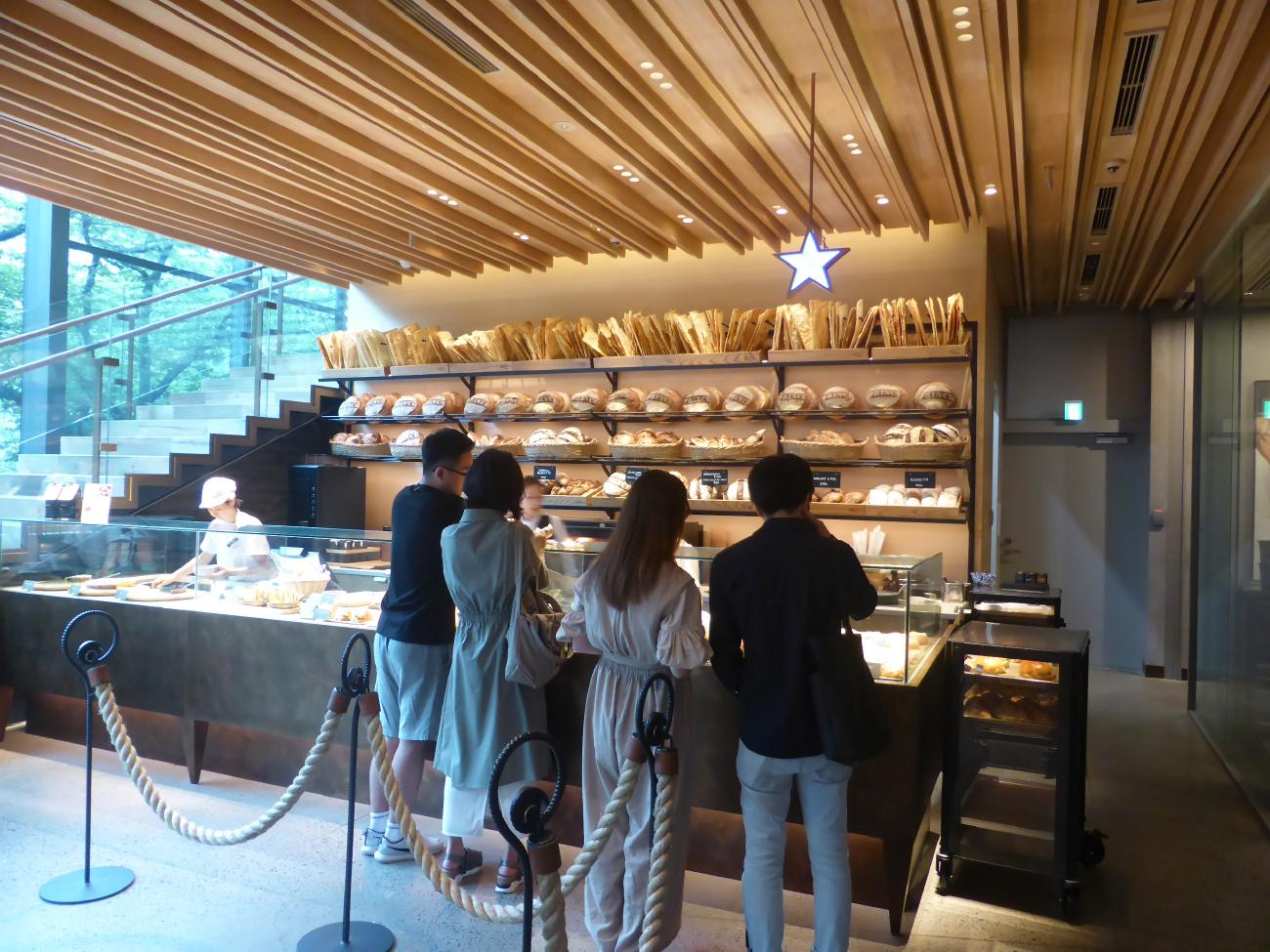
日本初進出のプリンチ
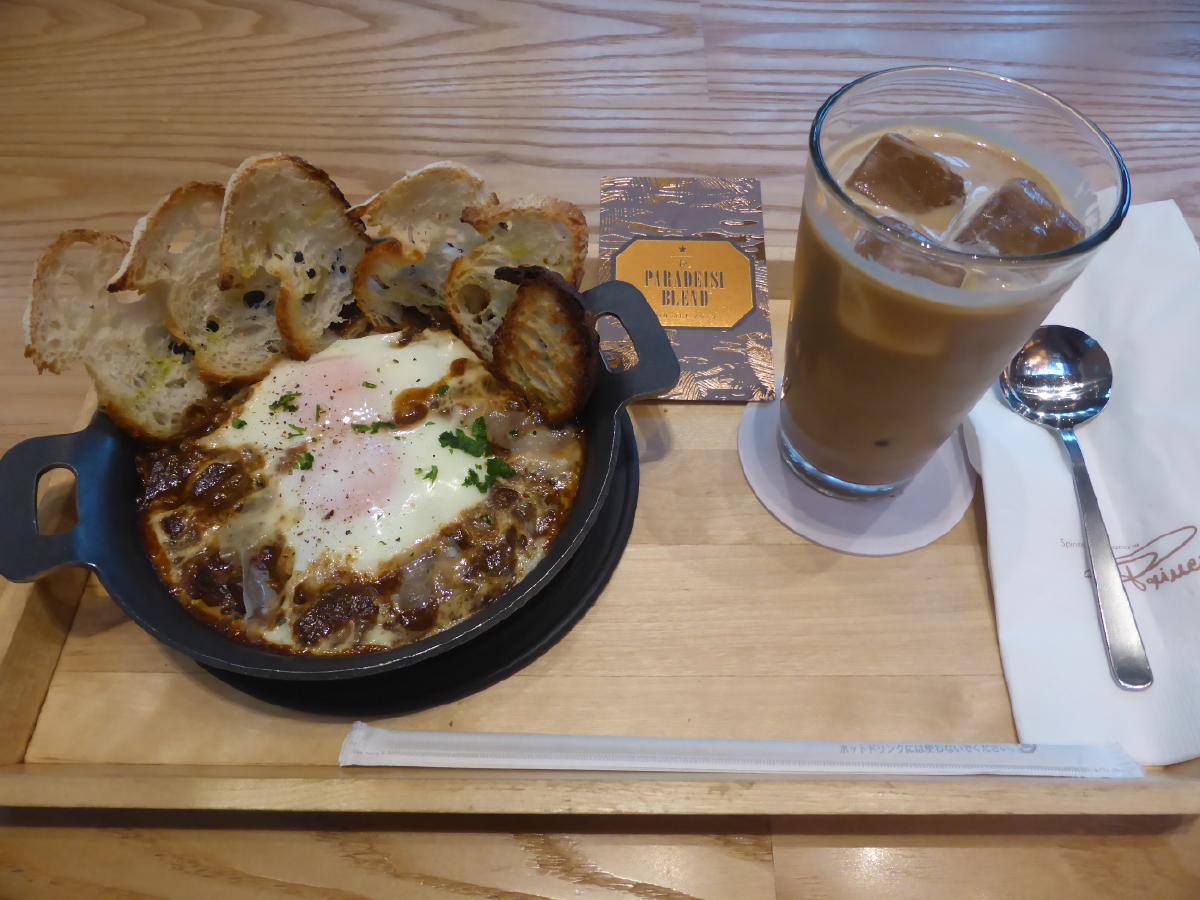
プリンチの朝食は7時から11時まで

### 2階（ティバーナ）
カモミールやアールグレイなどの紅茶、抹茶やほうじ茶、さらにチャイなどのバラエティーに富んだお茶を提供するフロア。ティーに関する小物も販売。またティーと合うスイーツも提供している。同フロアにあるティバーナはスターバックスが買収したお茶専門店である。

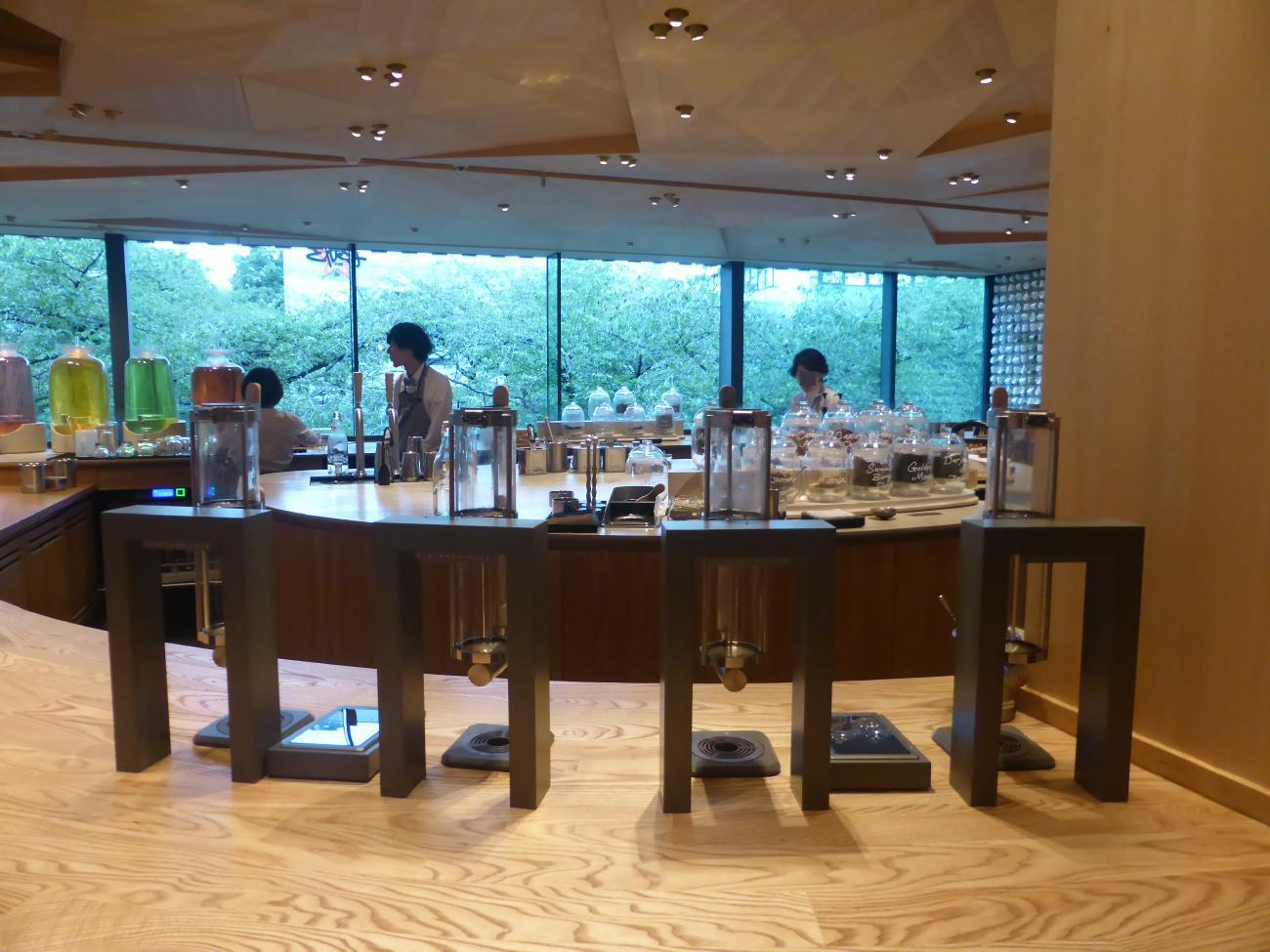
ティバーナのカウンター
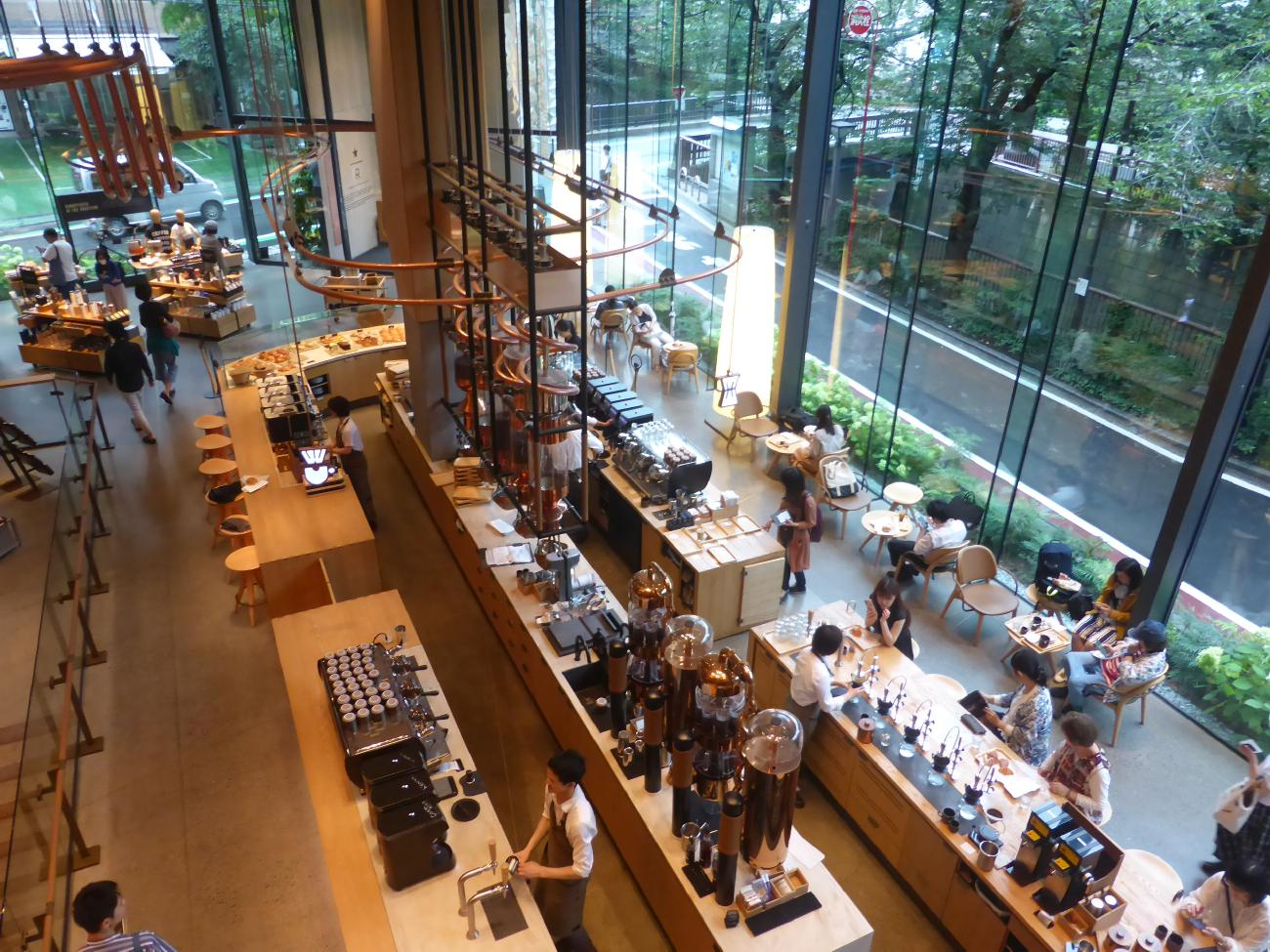
2Fのティバーナから見た1Fメインバー

### 3階（アリビアーモ バー）
ビールやカクテル、ワインなどのアルコールをサービスするフロア。日本酒も取り扱っている。また、メインバー同様エスプレッソ系、ラテ類などのコーヒーはアリビアーモでも注文することができる。
リクエストすれば、チェイサーとしてスパークリングウォーターを無料で提供する。アルコールの充てとして、各種チーズやシャルキュトリー、オリーブの実などがある。

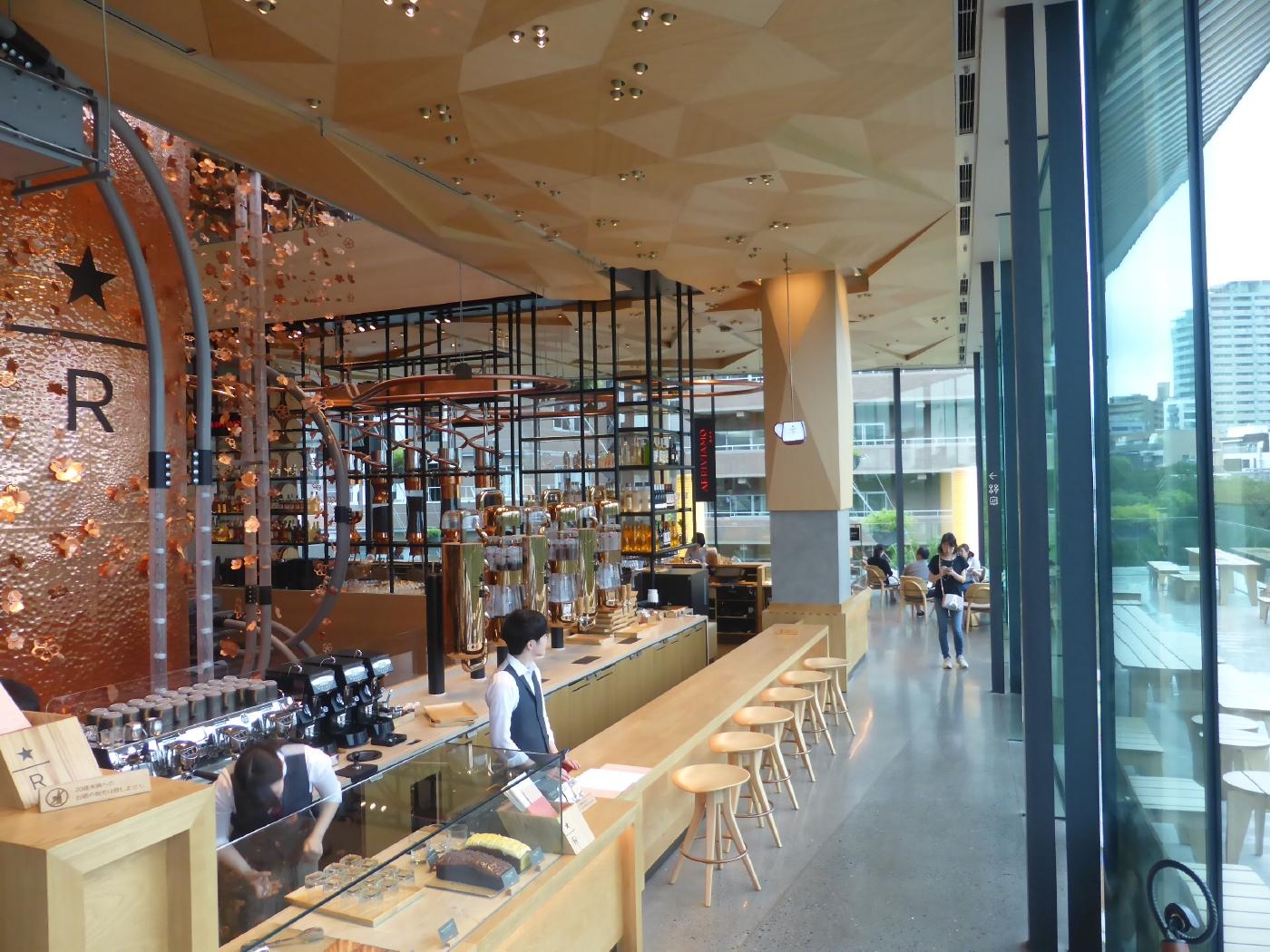
3Fのアリビアーモは日中でも利用可能
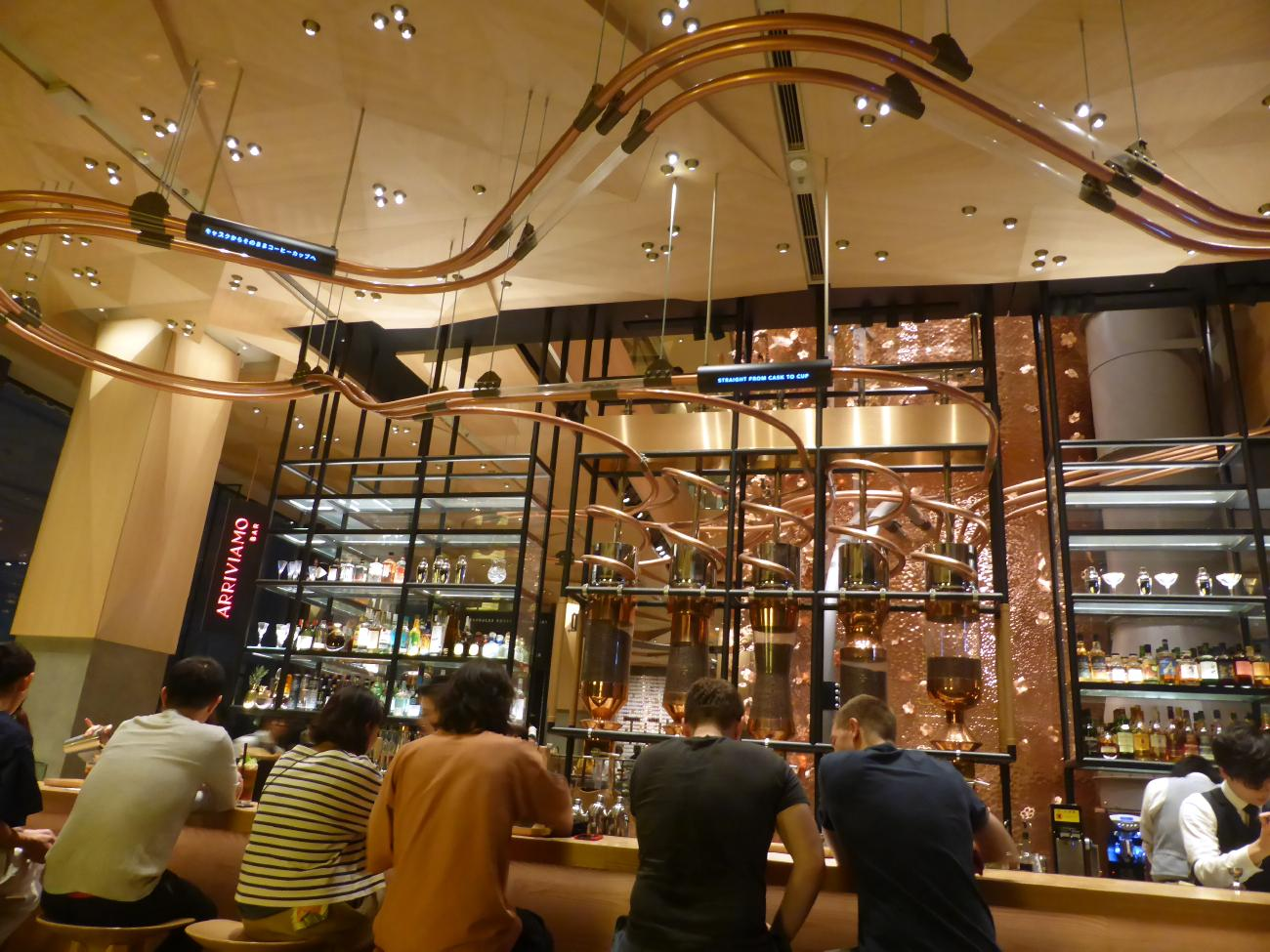
アリビアーモ バーと各種ウィスキー&ワイン

### 4階（AMU インスピレーション ラウンジ）
同フロアはコーヒーに関するイベントやトレーニング、またコミュニティ活動のための多目的スペースとして提供されている。

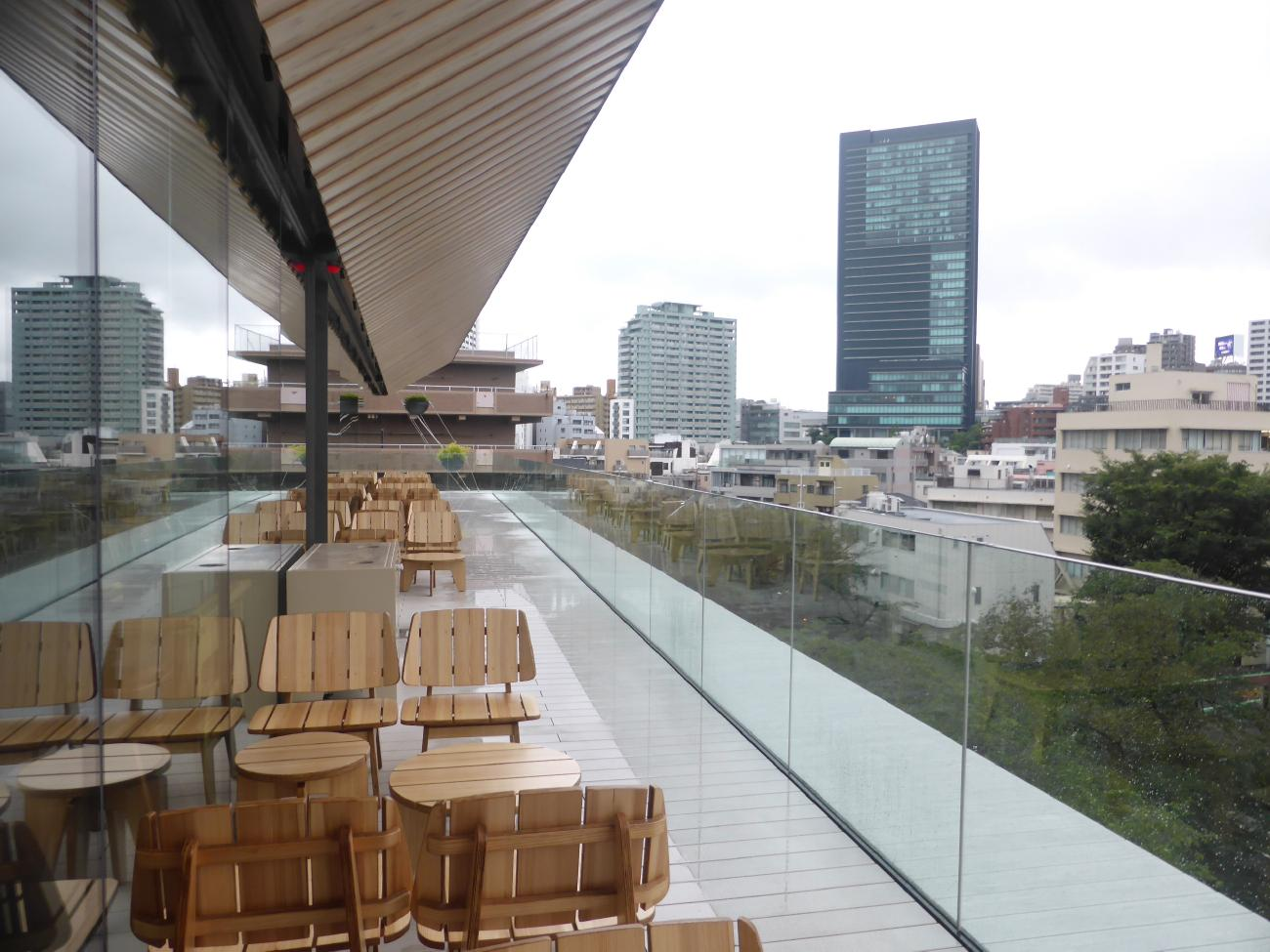
4Fにあるテラスは春や秋は心地よい
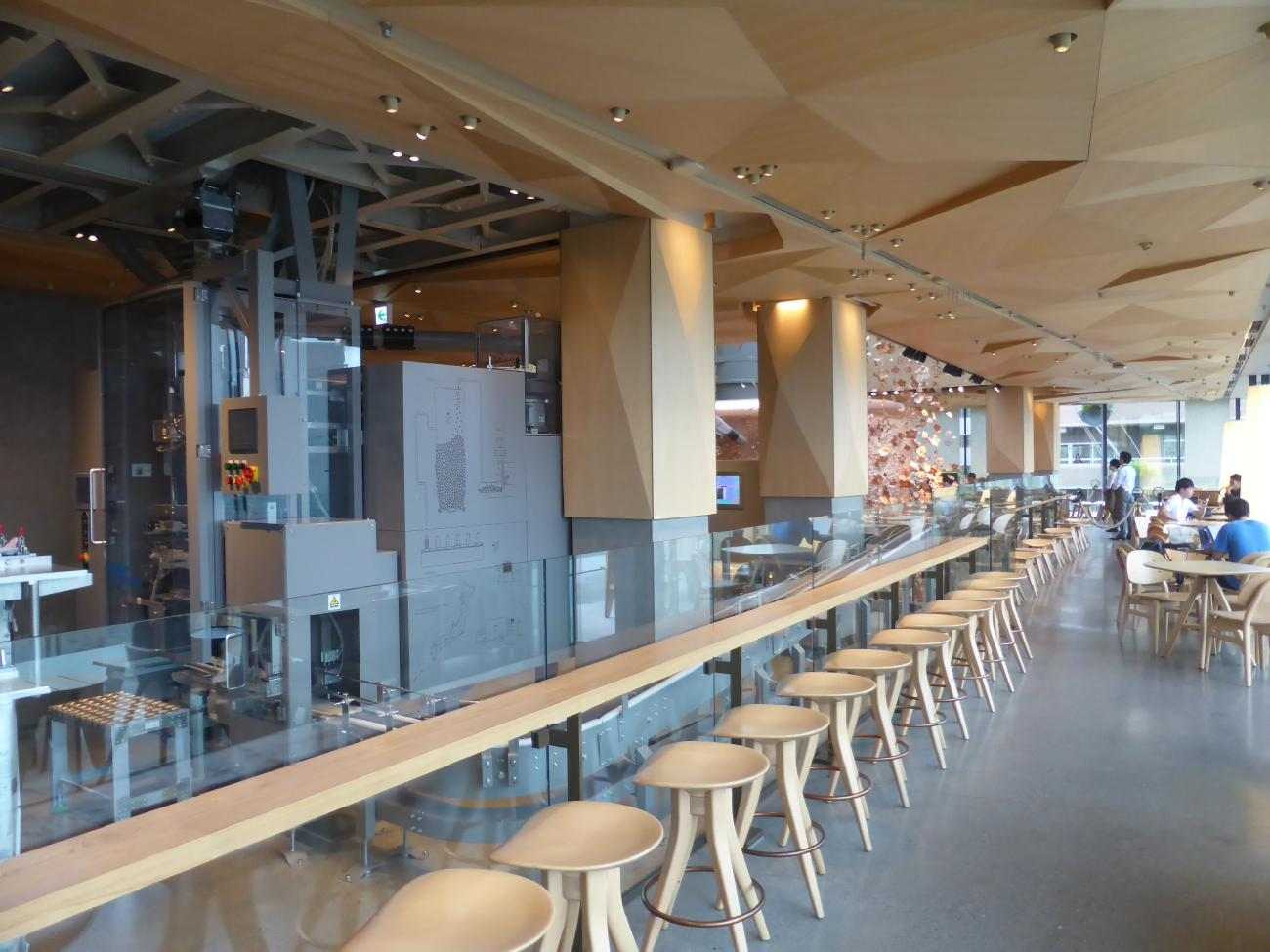
コーヒーに関するトレーニングを4Fで受けられる

## アクセス
- 渋谷駅から東急バス渋41に乗車し、菅刈小学校前下車。徒歩1分。
- 田園都市線池尻大橋駅から徒歩約14分
- 東京メトロ日比谷線/東急東横線中目黒駅から徒歩約14分